# ایده‌لو (چاراویماق)
ایده‌لو یکی از روستاهای استان آذربایجان شرقی است که در دهستان قوری‌چای شرقی بخش مرکزی شهرستان چاراویماق واقع شده‌است.این روستا ۸۱ نفر جمعیت دارد.